# Черногорско-турецкая война (1862)
Черногорско-турецкая война 1862 года (серб. Црногорско-турски рат (1862)) — вооруженный конфликт между Княжеством Черногория и Османской империей. Война закончилась поражением черногорцев и миром в Шкодере.
В 1861 году князь Черногории Никола I выступил в поддержку герцеговинских повстанцев Луки Вукаловича. Узнав об этом, Порта объявила войну Черногории. Никола открыл военные действия против Турции. Турецкой армией командовал Омер-паша. Командование черногорскими контингентами князь возложил на своего отца Мирко Петровича-Негоша, которому первые военные успехи доставили прозвище «Шпаги Черногории». Однако дальнейшая кампания развивалась неудачно. В конце августа измученные черногорские части оказали отчаянное сопротивление на подступах к Цетине. В конце концов, турки взяли Цетине. От полного унижения Черногорию спасло дипломатическое вмешательство России, и Николе пришлось подписать невыгодный мир. Пятимесячная война полностью истощила Черногорию.
Мирный договор был заключен в Шкодере 21 августа 1862 года. По нему Черногория сохранила свои границы, но была вынуждена пойти на определенные уступки Порте: удалить Мирко Петровича-Негоша из страны, открыть дорогу из Шкодера в Герцеговину через свою территорию, построить защитные сторожевые башни, в которых разместятся турецкие войска, не нарушать линию границы, не совершать грабежей на сопредельной территории.